# Codi ATC N03
El  codi ATC N03, descrit com Antiepilèptics, és una subgrup terapèutic de l'Anatomical, Therapeutic, Chemical Classification System (ATC). La classificació ATC és un sistema de codis alfanumèric desenvolupat per l'Organització Mundial de la Salut (OMS) per als fàrmacs i altres productes sanitaris. El subgrup N03 és part del grup anatòmic N Sistema nerviós.

Els codis per a ús veterinari (codis ATCvet) poden han estat creats afegint la lletra Q davant dels codis ATC humans: QN03... 
Les adaptacions estatals de la classificació ATC poden incloure codis addicionals no presents en aquesta llista, que segueix la versió de l'OMS.

## N03AAntiepilèptics
N03A A Barbitúrics i derivats
N03A B Derivats de l'hidantoïna
N03A C Derivats de l'oxazolidina
N03A D Derivats de la succinimida
N03A I Derivats de la benzodiazepina
N03A F Derivats de la carboxamida
N03A G Derivats dels àcids grassos
N03A X Altres antiepilèptics